# Trophée des champions 1985
Navigation
Brest 1973 Les Abymes 1986

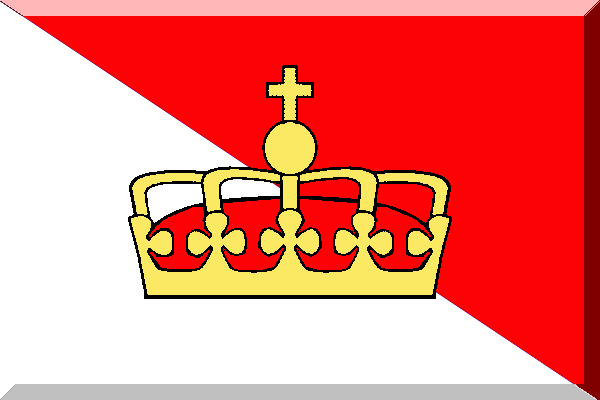
Drapeau fantastique du club de football français AS Monaco, utilisant cette couronne

Le Challenge des champions 1985 est la dix-huitième édition du Trophée des champions, épreuve qui oppose le champion de France au vainqueur de la Coupe de France, et la première sous cette appellation,. Disputée le 18 décembre 1985 au Parc Lescure à Bordeaux en France devant 21 618 spectateurs, la rencontre est remportée par l'AS Monaco FC contre les FC Girondins de Bordeaux sur le score de 1-1 après prolongation et 8 tirs au but à 7 (0-1 à la mi-temps). L'arbitre de la rencontre est M. Joël Quiniou.

## Participants
La rencontre oppose les FC Girondins de Bordeaux à l'AS Monaco FC. Les Bordelais se qualifient au titre de leur victoire en Championnat de France de football 1984-1985 et les Monégasques se qualifient pour le Trophée des champions grâce à leur victoire en Coupe de France de football 1984-1985.

## Rencontre
Uwe Reinders inscrit un but pour les Girondins de Bordeaux à la 25e minute et Frédéric Christen marque à la 62e minute pour l'AS Monaco. Le score final est de 1-1 après prolongations. À noter que c'est la dernière édition où se disputent des prolongations en cas d'égalité, le règlement sera modifié l'année suivante : seuls les tirs au but départageront les deux équipes en cas d'égalité au bout des 90 minutes. Monaco remporte le trophée  après une séance de tirs au but victorieuse par 8 à 7.
| Entraîneur : |
| Aimé Jacquet |

| Entraîneur :  |
| Lucien Muller |

| Entraîneur : |
| Aimé Jacquet |

| Entraîneur :  |
| Lucien Muller |